# ریولا
ریولا (انگلیسی: Rivella) شرکت صنایع غذایی سوئیسی است، که در سال ۱۹۵۲ تأسیس شد.